# Рагби 7 репрезентација Црне Горе
Рагби 7 репрезентација Црне Горе рагби седам је селекција, која представља Републику Црну Гору у овом олимпијском спорту.
Црногорски седмичари се такмиче у чевртом нивоу Европског првенства у рагбију 7. У европској спортској јавности, црногорски седмичари су познати по надимку "Вукови".

## Организација
Рагби савез Црне Горе руководи рагбијем 7, рагбијем 10 и рагбијем 15 на територији Републике Црне Горе.

## Грб и символика
На грбу је птица Орао, симболика је преузета из Византије. Символ црногорског рагбија јесте животиња Вук.

## Боје и дресови
Први дрес је црвене боје, други дрес је морско плаве боје, трећи дрес је црне боје.

## Историја црногорског рагбија 7
До 2006. Црногорци су играли рагби заједно са Србима. Рагби је нагло почео да се развија у Црној Гори након 2011. Четири црногорска рагби унија клуба су основана 2013, а исти Црногорци који су играли рагби 15, играли су и варијанту рагби 7. Прво учешће на Европском првенству, рагби 7 репрезентација Црне Горе забележила је 2014. у Грчкој. Црна Гора је била домаћин Европског првенства 2023.

### Европско првенство у рагбију 7 у Грчкој 2014.
Ово је било прво Европско првенство, на коме су црногорски седмичари учествовали. Црна Гора је у првој утакмици поражена од селекције Швајцарске. У завршници такмичења, црногорски рагбисти су победили Сан Марино 45-7 и Лихтенштајн 38-5.

### Европско првенство у рагбију 7 у Бугарској 2017.
Црна Гора је забележила слабе резултате на турниру у Бугарској.

### Европско првенство у рагбију 7 у Црној Гори 2023.
Република Црна Гора је добила прилику да буде домаћин Европског првенства у рагбију 7. Град Бар је угостио седмичаре из неколико европских држава.

## Тренутни састав рагби 7 репрезентације Црне Горе
Играчи:
- Борис Мијушковић - Капитен[4]
- Ђорђе Марстјеповић
- Срђан Поповић
- Новица Раонић
- Душан Вучићевић
- Александар Рогановић
- Владан Целебић
- Аљоша Маринковић
- Марко Андрић
- Марко Новаковић
- Александар Милосављевић
- Нико Вранешевић

## Стручни штаб
- Миодраг Јовић - Тренер
- Госпођа Зорица Костић - Менаџер

## Такмичење
Рагби 7 репрезентација Црне Горе такмичи се у четвртом ешалону европског рагбија 7. То је конференција 2 Европске серије и Европског првенства у рагбију 7.